# پل پنج چشمه (پل یعقوبیه)
پل پنج چشمه (پل یعقوبیه) مربوط به دوره صفوی است و در اردبیل، روی رودخانه بالیقلو چای واقع شده و این اثر در تاریخ ۲۸ مرداد ۱۳۴۸ با شمارهٔ ثبت ۸۷۶ به‌عنوان یکی از آثار ملی ایران به ثبت رسیده است.